# 苏珊·圣詹姆斯
苏珊·圣詹姆斯（英語：Susan Saint James，1946年8月14日—），女，美国演员。曾获得黄金时段艾美奖戏剧类电视系列剧最佳女配角。